# 820
820 (DCCCXX, na numeração romana) foi um ano bissexto do século IX, do Calendário Juliano, da Era de Cristo, teve início a um domingo e terminou a uma segunda-feira, e as suas letras dominicais foram A e G.
| Ano completo                       |
| ---------------------------------- |
| Ano bissexto com início ao domingo |

## Nascimentos
- Vímara Peres, primeiro conde de Portucale,m. 873.